# Boris Kramarenko
Boris Kramarenko (Asjabad, Turkmenistán, Unión Soviética, 1 de noviembre de 1955) es un deportista soviético retirado especialista en lucha grecorromana donde llegó a ser medallista de bronce olímpico en Moscú 1980.

## Carrera deportiva
En los Juegos Olímpicos de 1980 celebrados en Moscú ganó la medalla de bronce en lucha grecorromana de pesos de hasta 62 kg, tras el luchador griego Stelios Mygiakis (oro) y el húngaro István Tóth (plata).